# Чупріяново (Тверська область)
Чупріяново (рос. Чуприяново) — присілок в Калінінському районі Тверської області Російської Федерації.
Населення становить 151 особу. Входить до складу муніципального утворення Щербининське сільське поселення.

## Історія
Від 2005 року входить до складу муніципального утворення Щербининське сільське поселення.

## Населення
| 2010 |
| ---- |
| 151  |